# Packaging CAE Manager
Packaging CAE Managerとは、アルテアエンジニアリング株式会社の統合CAEソフトウェア、HyperWorksをベースとしてカスタマイズされた、プラスチックボトル専用の構造解析の自動化ツールである。

## 解説
CAEに慣れていない包装容器開発者やボトル設計者でも簡単にシミュレーションを行うことができるように設計されている。「PCM」として略称で呼ばれ、年間ライセンスとして販売されている。
Packaging CAD/CAE Forumの団体活動の一環として、包装容器開発に関わる有志が集まり、プラスチックボトルの構造解析の仕様を決め、アルテアのエンジニアが開発したものである。PCMはソフトウェアとしては初めて、公益社団法人日本包装技術協会が主催する木下賞を第40回（平成28年度）研究開部門で受賞した。
PCMには、次の２つの機能がある。
1. 座屈解析機能（圧縮解析）
2. 圧力解析機能
  1. 陽圧・負圧解析
  2. .静水圧解析

解析の種類を選択し、CADを読みこみ、日本語のインタフェースで肉厚を設定するだけで、有限要素解析に必要な設定が完了する。解析ボタンを押すと、解析が実行され、計算結果が表示され、レポートを出力することができる自動化されたソフトウェアシステムである。CADの他に、FEM（有限要素モデル）を読みこみ、より詳細なモデルにたいして、同様の解析を行うこともできる。構造解析ソルバとしては、陽解法のAltair Radiossが使われており、座屈解析では、液体による内圧への影響を考慮することができる。
PCMは、仕様作成にかかわった消費財メーカーで導入され、その後、飲料水メーカーの数社で使用されている。また、任意形状でボトルを押す機能追加など、把持解析に向けた機能追加も行われている。